# Hrê
Le hrê est une langue austroasiatique parlée au Viêt Nam central.

## Sources
- (en + vi) Joyce Trebilco, Oliver Trebilco et Ðinh Nghĩa, Dictionary: Việt - Hrê - English = Tù̉ điển: Việt ‑ Hrê ‑ Anh, 2002 (lire en ligne)
- (en) Oliver Trebilco, « Hrê Dictionary », sur Webonary, 2018